# Аксёнов, Сергей Иванович
Сергей Иванович Аксёнов (25 марта 1896, Курск — 29 января 1953, Москва) — советский военный деятель, полковник (1940 год).

## Начальная биография
Сергей Иванович Аксёнов родился 25 марта 1896 года в Курске.

## Военная служба

### Первая мировая и гражданская войны
В январе 1915 года добровольно призван в ряды Русской императорской армии и направлен в учебную команду 20-го запасного стрелкового полка, дислоцированного в Курске, после окончания которой в июле направлен на учёбу в Киевскую школу прапорщиков, по окончании которой в чине прапорщика назначен на должность младшего офицера в составе 242-го запасного полка, дислоцированного в Симбирске.
В мае 1916 года направлен в Сибирский 10-й стрелковый полк (3-я стрелковая дивизия), где вскоре был назначен на должность командира батальона, а в октябре 1917 года — на должность командира отряда пулемётной команды. Принимал участие в оборонительных боевых действиях в районе Риги, Пскова, Гдова и Нарвы.
В январе 1918 года Аксёнов вступил в красногвардейский отряд под командованием П. Е. Дыбенко, после чего был назначен на должность начальника пулемётной команды. Принимал участие в боевых действиях в районе Нарвы.
В марте призван в ряды РККА, после чего был назначен на должность инструктора для поручений при начальнике Ямбургской пограничной стражи, а в сентябре 1918 года — на должность начальника штаба 3-й бригады (6-я стрелковая дивизия), после чего принимал участие в боевых действиях в ходе похода РККА на территорию Прибалтики и Белоруссии, а с мая 1919 года — против войск под командованием генерала Н. Н. Юденича под Петроградом. В июле 3-я бригада была включена в состав 17-й стрелковой дивизии, после чего участвовала в оборонительных боевых действиях на реке Западная Двина, с ноября — в районе Полоцка, Витебска и Жлобина, а с мая 1920 года вёл наступательные бои в районах городов Мозырь, Радивилов и Борисов.
В июле Аксёнов был назначен на должность командира 147-го стрелкового полка (17-я стрелковая дивизия), после чего принимал участие в наступательных боевых действиях на минском, волковыском и варшавском направлениях, а осенью 1920 года — против вооружённых формирований под командованием С. Н. Булак-Балаховича.

### Межвоенное время
С сентября 1921 года служил в составе 4-й стрелковой дивизии (Петроградский военный округ) на должностях командира 34-го и 35-го стрелковых полков, а с августа 1922 года — на должности помощника командира по строевой части 12-го стрелкового полка.
С июля 1923 года служил в Средней Азии на должностях помощника командира по строевой части и кмоандира 4-го Туркестанского стрелкового полка (4-я Туркестанская стрелковая дивизия). В августе 1925 года назначен командиром Памирского отряда, а в августе 1927 года — начальником оперативной части штаба 1-й Туркестанской стрелковой дивизии. Находясь на данных должностях, принимал участие в боевых действиях против басмачества.
После окончания курсов усовершенствования комсостава «Выстрел» в октябре 1929 года Аксёнов был направлен в 10-ю стрелковую дивизию, где назначен на должность помощника командира 12-го стрелкового полка, а с мая 1931 года служил помощником командира и исполняющим должность командира 29-го стрелкового полка.
В апреле 1935 года назначен на должность преподавателя тактики Ленинградского училища связи НКО, в январе 1940 года — на должность старшего преподавателя тактики Орджоникидзевского военного училища связи, а в ноябре того же года — на должность командира 384-го стрелкового полка в составе 157-й стрелковой дивизии (Северокавказский военный округ).

### Великая Отечественная война
С началом войны полковник С. И. Аксёнов находился на прежней должности.
В сентябре 1941 года 157-я дивизия была передислоцирована и включена в состав Приморской армии, после чего принимала участие в обороне Одессы, ведя боевые боевые действия на северном участке Одесского оборонительного района. В первой половине октября дивизия была эвакуирована в Крым, где после включения в состав 51-й армии принимала участие в ходе Крымской оборонительной операции. В ноябре дивизия была передислоцирована на Таманский полуостров, после чего с 26 декабря по 2 января 1942 года принимала участие в боевых действиях в ходе Керченско-Феодосийской десантной операции, во время которой были освобождены Керчь и Феодосия.
17 января Аксёнов тяжело ранен и направлен в госпиталь. После излечения в апреле был назначен на должность заместителя командира 156-й стрелковой дивизии, находившейся в резерве Крымского фронта, однако практически сразу был направлен на учёбу на ускоренный курс Высшей военной академии имени К. Е. Ворошилова, после окончания которого с ноября находился в распоряжении Главного управления кадров НКО, а затем Военного совета Северо-Западного фронта.
В январе 1943 года назначен на должность командира 170-й стрелковой дивизии, которая в ходе Демянской операции вела боевые действия по ликвидации плацдарма противника на реке Ловать в районе города Старая Русса.
В марте полковник Аксёнов был снят с занимаемой должности в связи с болезнью, после чего был зачислен в распоряжение Военного совета Северо-Западного фронта. В мае назначен на должность командира 171-й стрелковой дивизии, которая вела боевые действия против старорусской группы войск противника.
В сентябре назначен на должность командира 119-й гвардейской стрелковой дивизии, которая вела оборонительные боевые действия на реке Ловать в районе города Холм.
В ноябре назначен на должность командира 185-й стрелковой дивизии, которая принимала участие в ходе Ленинградско-Новгородской, Полесской и Люблин-Брестской операций.
В июле 1944 года был назначен на должность начальника Куйбышевского пехотного училища.

### Послевоенная карьера
В связи с расформированием училища с июня 1945 года полковник Сергей Иванович Аксёнов находился в распоряжении Главного управления кадров НКО.
В феврале 1946 года вышел в запас. Умер 29 января 1953 года в Москве.

## Награды
- Орден Ленина (21.02.1945);
- Два ордена Красного Знамени (27.07.1943, 3.11.1944);
- Орден Красной Звезды;
- Медали.

## Воинские звания
- Прапорщик (декабрь 1915 года);
- Подпоручик (ноябрь 1916 года);
- Поручик (апрель 1917 года);

…
- Полковник (1940 год).